# Jakob von Bechefer
Jakob Bechefer, ab 1705 von Bechefer (später: Beschefer; * 25. Juli 1661 in Vitry-le-François; † 19. Oktober 1731 in Magdeburg) war ein preußischer Generalleutnant, Kommandant von Magdeburg und Herr auf Weysensee.

## Leben

### Herkunft
Bechefer kam als einer der vielen Flüchtlinge aus Frankreich. Er war der Sohn von David Bechefer (1627–1697) und Susanne Varnier.

### Werdegang
1685 wurde er Fähnrich im Infanterie-Regiment „Markgraf“. 1692 wurde er Hauptmann dieses Regiments. Am 29. Oktober 1701 ging er mit Erlaubnis des Königs als Major und Generaladjutant mit den Brandenburger Truppen nach Holland. Am 27. Februar 1703 wurde er Oberstleutnant und am 9. März 1707 Oberst. Bereits am 18. Januar 1705 wurde er mit seiner Frau von König Friedrich Wilhelm I. in den preußischen Adelstand erhoben. 1711 war er Kommandeur des Regiments „von Grumbkow“ (Nr. 17). 1716 erhielt er das Infanterie-Regiment „Dohna“ (Nr. 4). Am 15. Juni 1718 wurde er zum Generalmajor ernannt. Am 28. Juni 1729 wurde er Amtshauptmann von Beeskow und Storckow. Im Jahre 1729 (oder 1730) wurde er Generalleutnant und wurde Ritter des Schwarzen Adlerordens. Noch während seiner Zeit als Kommandant von Magdeburg, übernahm er das Regiment „Arnim“ (Nr. 5).

### Familie
Er war mit Susanne dame de La Coude († 1737) verheiratet. Das Paar hatte folgende Kinder:
- Johanna Charlotte (2. März 1701: † Januar 1770) ⚭ Berlin 1718 Samuel von Cocceji (1679–1755)
- Jacques (7. April 1704, Berlin; † 23. Mai 1730) Starb auf Werbung in Basel
- Louise Susanne (* 26. November 1711, Berlin; † 15. Juni 1766) ⚭ Berlin 8. November 1737 Leutnant und Ritter des Schwarzen Adlerordens Freiherr Ludwig Kasimir von und zu Hertefeldt (* 7. August 1709; † 25. Dezember 1790), Kammerherr und Rittmeister, Sohn von Ritter des Schwarzen Adlerordens Freiherr Samuel von und zu Hertefeldt